# Jan Kopp (Künstler)
Jan Kopp (* 26. Mai 1970 in Frankfurt am Main) ist ein deutscher Bildhauer, Installations- und Videokünstler.

## Leben
Nach einem Studium von 1991 bis 1996 an der École nationale supérieure des beaux-arts in Paris war Kopp von 1996 bis 1997 Assistent der Künstler Jochen Gerz und Esther Shalev Gerz. Er war Mitbegründer von Glassbox (1997 bis 1999), einer Produzentengalerie in Paris. Neben Arbeitsstipendien in u. a. Berlin, Kassel, Zypern, Beirut war Jan Kopp 1999/2000 artist-in-residence im MoMA PS1 in New York und 2014 Stipendiat des artist-in-residence Programms Hors les Murs/Institut Français in Brasilien. Er lebt und arbeitet seit 1991 in Frankreich.

## Werk
In seinen Arbeiten verwendet Jan Kopp verschiedene Ausdrucksformen und Medien – Zeichnung, Klanginstallation, Skulptur, Performance, Videokunst – ohne die eine oder andere zu privilegieren. Seine Werke können entweder weitläufige Installationen sein, die für die jeweiligen Ausstellungsräume konzipiert wurden, wie z. B. „Soulever le monde“  für die Galerie des enfants im Centre Pompidou (2015), oder „Das endlose Spiel“ im Kunstraum Dornbirn, sie können aber auch diskretere Formate wie etwa Bleistiftzeichnungen annehmen.
Die Stadt ist ein zentrales Thema in Jan Kopps Arbeiten. Diese erscheint oft metaphorisch, um einen Blickwinkel auf komplexe Paradoxa zu öffnen und so das Interesse des Künstlers für die Verquickung vielschichtiger Bedeutungssysteme aufzuzeigen, in deren Zentrum naturgemäß der Mensch steht. Die Kunst dient dabei als möglicher Mittler zwischen den Systemen. In dieser Hinsicht gehören Sprachen (auch imaginäre Sprachen) und die Bewegung – (auch körperliche Bewegung) ebenso wie vergängliche Figuren und gesammelte Alltagsmaterialien – zum ästhetischen Vokabular von Jan Kopp. Er entwickelt ein Werk basierend bald auf Politischem, bald auf Philosophischem, das den Platz des Menschen unter die Lupe nimmt. Jan Kopp lädt regelmäßig das Publikum ein, an Werken teilzuhaben und eigene Schöpfungsprozesse einzubringen.

## Ausstellungen (Auswahl)

### Einzelausstellungen
- 2015: Soulever le monde, Kindergalerie, Centre Pompidou, Paris, Frankreich
- 2013: Un grand ensemble und Les horizons, La Criée, Zentrum für Zeitgenössische Kunst, Rennes, Frankreich
- 2011: La courbe ritournelle, Zentrum für Zeitgenössische Kunst, Abbaye de Maubuisson[1],Frankreich
- 2010: Das endlose Spiel / Le jeu sans fin,[2] Kunstraum Dornbirn, Österreich
- 2008: FRAC Alsace, Frankreich
- 2088: Centre d’art Bastille, Grenoble, Frankreich

### Gruppenausstellungen
- 2014: Ligne de front,[3] Lab Labanque - Artois comm, Givenchy-lès-la-Bassée, Frankreich
- 2013: Le Nouveau Festival,[4] Centre Pompidou, Paris, Frankreich
- 2011: Architecture, Utopies, Dessin, MNAC, Bukarest, Rumänien
- 2010: Res Publica, MMOMA, Moskau, Russland
- 2009: Fragile, Musée d’art Contemporain, St Etienne
- 2008: Translation, MMOMA, Moskau, Russland
- 2008: Crisi, Angels Barcelona, Spanien
- 2005: Singuliers, Museum of Modern Art, Canton, China
- 2004: I need You, Kunsthaus Biel/Bienne, Schweiz
- 2002: Traversée, Musée d’art Moderne de la Ville de Paris, Frankreich
- 2001: Sechste Biennale für zeitgenössische Kunst von Lyon, Frankreich
- 2000: Clockwork, MoMA PS1, New York, USA.